# Andenostreptus gracilis
Andenostreptus gracilis är en mångfotingart som beskrevs av Karl Wilhelm Verhoeff 1941. Andenostreptus gracilis ingår i släktet Andenostreptus och familjen Spirostreptidae. Inga underarter finns listade i Catalogue of Life.